# 拜河
拜河（皇家轉寫：Maenam Pai, 泰語發音：[mɛ̂ːnáːm paːj]），是位於緬甸東部及泰國西部的一條跨國河流。發源於泰國夜豐頌府拜縣丹老山脈。這條河先由北向南流動，然後轉向西北再轉南，流經夜豐頌鎮後再轉西南西，橫跨泰國、緬甸邊界後，在緬甸克耶邦注入薩爾溫江。該河全長180公里（110英里）。
拜河的名稱來自蘭納語，意思是“雄性大象”，與中部泰語的“Plai”一詞相當。有一個故事發生在1477年蘭納國王Tilokaraj統治期間，國王命令他的表弟斯查亞婭王子攻擊班唐。與此同時，他的一隻白象逃離，他命令士兵們尋找，結果發現她正在這條河裡游泳。
拜河是泛舟的熱門地點。河上的急流在國際河流難度等級上從一級到四級不等，大多介於兩者之間。早在2009年，26歲的荷蘭旅遊者Susan van Amerom在參加拜河探險公司舉辦的拜河旅遊行程中，意外由PVC船上墜河死亡，其後船東易主。除此之外，拜河還可以欣賞到山林美景，許多人選擇沿著寧靜的河岸露營。

## 外部連結
- Pai River in Mae Hong Son
- A New Cyprinid Fish, Hampala salweenensis, from the Mae Pai River
- Huai Nam Dang National Park